# 任德奇
任德奇（1963年—），男，中华人民共和国金融人物，高级经济师，曾任交通银行行长，现任交行董事长。

## 生平
1988年取得清华大学工学硕士学位。1988年7月至2014年5月在中国建设银行工作，曾任建行湖北省分行行长、建行风险管理部总经理；2014年7月至2018年6月任中国银行副行长；2016年9月至2018年6月兼任中国银行上海人民币交易业务总部总裁；
2018年8月任交通银行副董事长、执行董事、行长。2020年1月，升任交通银行董事长。